# بوش (سیریک)
بوش (ترکی استانبولی: Büğüş) یک محله در ترکیه است که در ناحیهٔ سریک، آنتالیا واقع شده است. جمعیت این محله تا سال ۲۰۲۲ برابر با ۴۱۲ نفر بوده است.